# Пантова, Арина Дмитриевна
Арина Дмитриевна Оропай (род. 24 июля 1999 года) — казахстанская и российская биатлонистка.

## Карьера
Арина — дочь участника трёх Олимпийских игр — Д. А. Пантова. Начала заниматься биатлоном в родном Павлодаре в 2008 году. Персональным тренером является мать — Пантова Виктория, командный тренер — Татьяна Дудченко.
В 2015 году участвовала в юниорском чемпионате мира и чемпионате Европы. На этапе юниорского Кубка IBU в итальянском Мартелл-Валь Мартелло победила в спринте.
В 2016 году с единственным промахом стала победителем юниорского чемпионата мира 2016 года в гонке преследования в румынском городке Чейле Градистей. Также была пятой в индивидуальной гонке и шестой — в спринте. В эстафете в составе казахстанской команды стал седьмой.
На зимних юношеских Олимпийских играх 2016 года стала бронзовым призёром в спринте.
В 2019 году получила российское гражданство и в дальнейшем будет выступать за Россию.